# Orvault
Orvault település Franciaországban, Loire-Atlantique megyében. Lakosainak száma 28 341 fő (2022. január 1.). Orvault Treillières, Nantes, Saint-Herblain, Sautron és Vigneux-de-Bretagne községekkel határos.

## Népesség
A település népességének változása:
| Lakosok száma | 13 510 | 23 245 | 23 115 | 24 218 | 24 922 | 25 634 | 26 355 | 27 209 | 27 438 | 28 341 |
|               | 1968   | 1982   | 1990   | 2006   | 2013   | 2015   | 2017   | 2019   | 2020   | 2022   |